# Simón Boccanegra (ópera)
Simón Boccanegra (en italiano: Simon Boccanegra) es una ópera con música en un prólogo y tres actos, con música de Giuseppe Verdi, y libreto de Francesco Maria Piave, Giuseppe Montanelli y Arrigo Boito (responsable de la revisión), basado en la obra de teatro homónima de Antonio García Gutiérrez. La versión original fue estrenada en el Teatro La Fenice de Venecia el 12 de marzo de 1857. Dadas las dificultades con la trama original, se representó una versión revisada, con cambios de Arrigo Boito, por vez primera en el Teatro de La Scala de Milán el 24 de marzo de 1881. Esta es la versión, con su escena de la Cámara del Consejo como final del Acto I, que normalmente se representa en la actualidad.

## Historia de las representaciones
Después de su estreno en el año 1857, Simón Boccanegra se vio en Malta en 1860, Madrid y Lisboa en 1861, y Buenos Aires en 1862. Pero la ópera fue revisada, y es esta versión posterior - presentada en 1881 en Milán, en Viena y París en 1882 y 1883, respectivamente — la que ha entrado a formar parte del repertorio operístico estándar. Una interpretación de concierto de la versión original (1857) — posiblemente la primera vez que se oyó en 100 años — tuvo lugar en Londres en 1975. Fue retransmitida al año siguiente y lanzada en CD. El original también fue representada por la Royal Opera, Londres en 1997 y por la New York Grand Opera en 1999, siendo esta última la primera representación en Nueva York. Esta ópera sigue en el repertorio, aunque no está entre las más representadas; en las estadísticas de Operabase aparece la n.º 70 de las cien óperas más representadas en el período 2005-2010, siendo la 28.ª en Italia y la decimotercera de Verdi, con 56 representaciones.

## Personajes
| Personaje                                                                     | Tesitura     | Elenco del estreno 12 de marzo de 1857 (Director: — ) | Versión revisada Elenco del estreno 24 de marzo de 1881 (Director: Franco Faccio) |
| ----------------------------------------------------------------------------- | ------------ | ----------------------------------------------------- | --------------------------------------------------------------------------------- |
| Simon Boccanegra, un corsario, más tarde primer dogo de Génova                | barítono     | Leone Giraldoni                                       | Victor Maurel                                                                     |
| María Boccanegra, su hija, conocida como Amelia Grimaldi                      | soprano      | Luigia Bendazzi                                       | Anna d'Angeri                                                                     |
| Jacopo Fiesco, un noble genovés, conocido como Andrea Grimaldi                | bajo         | Giuseppe Echeverria                                   | Edouard de Reszke                                                                 |
| Gabriele Adorno, un caballero genovés                                         | tenor        | Carlo Negrini                                         | Francesco Tamagno                                                                 |
| Paolo Albiani, un joyero y el cortesano favorito del dogo                     | barítono     | Giacomo Vercellini                                    | Federico Salvati                                                                  |
| Pietro, un líder popular genovés y cortesano                                  | bajo         | Andrea Bellini                                        | Giovanni Bianco                                                                   |
| Capitán de los arqueros                                                       | tenor        |                                                       | Angelo Fiorentini                                                                 |
| Doncella de Amelia                                                            | mezzosoprano |                                                       | Fernanda Capelli                                                                  |
| Soldados, marineros, pueblo, senadores, la corte del Dogo, prisioneros – Coro |              |                                                       |                                                                                   |

## Argumento
- Época: mediados del siglo XIV.

- Lugar: Génova.

### Prólogo
Plaza genovesa, delante del palacio de Fiesco. Paolo persuade a Pietro para apoyar la candidatura del corsario Simón Boccanegra como duque de Génova. Boccanegra acepta la postulación, creyendo que con esto, Fiesco lo dejará casarse con su hija María (a quien ama profundamente y con quien ha tenido una hija), quien es prisionera de su propio padre en el castillo, porque Fiesco, de familia aristocrática, quiere prevenir esa unión con un plebeyo. Pietro se une al apoyo por Boccanegra. Muere María de tremenda soledad y a causa de su encierro, produciendo en su padre dramáticos lamentos, al darse cuenta de la tragedia que él mismo ha provocado. Boccanegra, que ignora la muerte de María, se acerca a Fiesco a rogarle -una vez más- que lo deje estar con ella y le perdone haber quebrantado su esencia virginal al tener una hija. Fiesco, ocultándole la reciente muerte de su hija, le responde que sólo le tendrá clemencia si Boccanegra lo deja criar a su nieta. Boccanegra le cuenta la imposibilidad de complacerlo, pues su hija desapareció de forma misteriosa hacía algún tiempo. Boccanegra irrumpe en el palacio de Fiesco y encuentra el cuerpo inerte de María, mientras afuera, el pueblo celebra su elección como nuevo duque.

### Acto primero

#### Escena 1
Veinticinco años después. Jardín del palacio Grimaldi. El duque ha desterrado a la mayoría de sus enemigos políticos y ha expropiado sus bienes. En el castillo Grimaldi, Fiesco, ha escondido su identidad haciéndose llamar Andrea Grimaldi, y conspira con enemigos de Boccanegra para expulsarlo del trono. Años antes, los Grimaldi adoptaron a María, la hija de Boccanegra (y nieta de Fiesco), sin conocer este hecho, tras encontrarla huérfana en un convento. La llamaron Amelia Grimaldi, esperando que se convirtiera en la heredera de la fortuna familiar, pues el duque había desterrado a sus hijos. Amelia espera a su amado, Gabriele Adorno, un caballero perteneciente a una familia también enemistada con el duque.
Fiesco y Adorno preparan una revuelta contra el duque. Adorno llega y advierte a Amelia de los peligros de la conspiración política. Amelia los previene constantemente contra el odio y la violencia. Llegan noticias de la llegada del duque. Amelia, temiendo que vaya a ser forzada a casarse con Paolo Albiani, canciller del duque, insta a Gabriele Adorno a pedir su mano para casarse. Fiesco acepta la unión, confesando que Amelia fue adoptada por los Grimaldi y no tiene herencia alguna. Gabriele Adorno la quiere de todas formas, y Fiesco los bendice.
Boccanegra conoce a Amelia y pide su mano en nombre de Paolo. Perdona a sus hermanos Grimaldi desterrados (como muestra de buena voluntad para unirla a Paolo), pero ella rechaza la unión con Paolo, alegando su origen incierto. Le cuenta a Boccanegra que fue adoptada y, al comparar imágenes que ambos guardan, cada uno en un medallón, se dan cuenta de que ella es su hija perdida. Al fin reunidos, celebran felices este hecho; pero deciden guardarlo en secreto. Cuando Paolo entra, Boccanegra le niega el permiso para casarse. Paolo, furioso, planea con Pietro secuestrar a Amelia.

#### Escena 2
El Senado entra en sesión. Boccanegra intenta convencer a los senadores de que no declaren la guerra a sus rivales de Venecia, pero su apasionada defensa de la paz no es atendida. Afuera resuenan las voces de la revuelta. El duque es interrumpido por el grito de la muchedumbre que exige su cabeza. Ordena que se abran las puertas, y la aparición de Boccanegra transforma las protestas del pueblo en aclamaciones. La muchedumbre entra, persiguiendo a Adorno. Gabriele Adorno confiesa haber matado a Lorenzino por tratar de secuestrar a Amelia, que le fue ordenado por un alto oficial. Adorno sospecha que ese oficial pudo ser el mismo Boccanegra y está a punto de atacarlo, cuando Amelia intercede y lo detiene. Boccanegra arresta a Adorno esa noche. Sospechando que Paolo es el responsable de haber dado esa orden, destierra al secuestrador anónimo y hace que todos lo maldigan, incluido el propio Paolo, que de esta forma se maldice a sí mismo.

### Acto segundo
Recámara del duque. Paolo y Fiesco discuten planes para matar a Boccanegra. Fiesco se niega. Paolo le cuenta a Adorno que Amelia es la meretriz del duque, esperando que con esta noticia Adorno mate a Boccanegra. Mientras tanto, vierte veneno en la bebida del duque. Amelia entra y se encuentra con Adorno, quien la acusa de infidelidad. Ella clama amar sólo a Adorno, pero no le explica que Boccanegra es su padre. Este piensa que el duque mandó matar a su familia. Adorno se esconde al entrar Boccanegra. Amelia le confiesa a su padre que moriría por Gabriele Adorno, con lo que Boccanegra lo perdona. Bebe de la bebida envenenada y se echa a dormir. Adorno sale y trata de matar al duque, pero Amelia lo detiene. Boccanegra despierta y le confiesa que Amelia es su hija. Adorno le pide perdón y promete luchar por su causa.

### Acto tercero
Paolo es condenado a muerte por liderar un levantamiento en contra del duque. Mientras que Fiesco es liberado de prisión, Paolo le cuenta que ha envenenado a Boccanegra. Fiesco confronta a Boccanegra, quien entra a la sala, ya desfalleciendo. Simón reconoce a su antiguo rival, pero está feliz de contarle que encontró a su hija, nieta de Fiesco. Este siente remordimiento y le cuenta a Boccanegra sobre el veneno. Adorno y Amelia, recién casados, encuentran al padre y abuelo reconciliados. Boccanegra solicita a Adorno ser su sucesor en el trono, y mientras Boccanegra muere, Fiesco lo proclama nuevo duque.
Existen varias grabaciones en disco y vídeo y es interpretada con frecuencia. En opinión de algunos este interés por la ópera solo floreció en 1970, gracias a una nueva puesta en escena de La Scala.

## El auténtico Boccanegra
Simón Boccanegra, el auténtico primer duque de Génova, no fue un corsario ni hombre de mar, pero su hermano, Egidio Boccanegra, sí lo fue (el dramaturgo español Antonio García Gutiérrez funde ambas figuras históricas en un solo personaje ficticio). Fue un representante de las clases plebeyas y comerciantes, y defendió sus intereses frente a la aristocracia. Gobernó en tiempos difíciles e inestables. Tuvo un primer mandato de 1339 a 1344. Fue obligado a dimitir por presiones del partido de los aristócratas. Volvió al poder en 1356 y ocupó el cargo de Dogo hasta 1364 cuando, según las fuentes, fue envenenado.

## Grabaciones
Hay 81 grabaciones de Simón Boccanegra en operadis. Cabe destacar, como grabación histórica "de excepcional calidad" la que dirigió Ettore Panizza en 1939 con el coro y la orquesta del Metropolitan y Lawrence Tibbett (Simon Boccanegra), Ezio Pinza (Jacopo Fiesco), Elisabeth Rethberg (Amelia Grimaldi) y Giovanni Martinelli (Gabriele Adorno). Melodram Connaisseur CDM 27507. En 1957, Gabriele Santini grabó la obra con el Coro y Orquesta de la Ópera de Roma y un elenco encabezado por Tito Gobbi, Boris Christoff, Victoria de los Ángeles y Giuseppe Campora.
Con sonido de gran calidad, hay que señalar la de Claudio Abbado en la Scala con Piero Cappuccilli, Nicolai Ghiaurov, Mirella Freni y José Carreras y la de Gianandrea Gavazzeni con el Coro y Orquesta de la RCA Italiana, con Piero Cappuccilli, Ruggero Raimondi, Katia Ricciarelli y Plácido Domingo.